# Trabajos y Monografías
Trabajos y Monografías (abreviado Trab. Monogr. o Trab. Monogr. Cátedra Bot.) es una revista con ilustraciones y descripciones botánicas que es editada en El Ejido desde el año 1980 con el nombre de Trabajos y Monografias, Catedra de Botánica. El Ejido, Málaga.